# Királynék völgye 71
A Királynék völgye 71 (QV71) egy ókori egyiptomi sír a Királynék völgyében. Tulajdonosa a XIX. dinasztia idején élt Bintanath hercegnő-királyné, II. Ramszesz és Iszetnofret lánya.
A sír egy vonalban épült Ramszesz több más lánya (QV68 – Meritamon, QV73 – Henuttaui, QV75 – Henutmiré) sírjával. Champollion és Lepsius is említi, utóbbi 4-es számmal, és rövid leírást is ad róla. A feltárásra Ernesto Schiaparelli (a torinói Egyiptomi Múzeum igazgatója) vezetésével került sor 1904-ben.

## A sír leírása
A sír számos helyiségből áll. A bejárati lépcső arra merőleges, kétoszlopos csarnokba vezet. Ebből balra két ajtó nyílik ugyanabba a mellékkamrába, jobbra egy másik mellékkamra nyílik, a bejárattal szemközti falán pedig a sírkamrába vezető ajtó. A sírkamra hátsó falában falfülkét alakítottak ki.
A dekoráció sok helyen sérült, a falak elfeketedtek, valószínűleg a harmadik átmeneti korban és talán a kopt korszakban is használták a helyiségeket. A kétoszlopos csarnokban Bintanathot istenek társaságában ábrázolják, többek közt Ptah-Szokarisz, Hathor és Anubisz előtt. Hathor megjelenik tehénfejű nőalakként is, ami ritka (az istennőt Nyugat-Thébában helyi istenként tehén, máshol többnyire teljesen antropomorf formában ábrázolták). Az egyik jelenetben Su vezeti Hathor elé, egy másikban pedig Anubisz vezeti Hathorhoz és Oziriszhez. Bintanath áldozatot mutat be Hepernek és Anubisznak, valamint Maat képét ajánlja fel Ptahnak. Egy jelenetben Thot vezeti Ré és Ízisz színe elé.
A sírkamrában Bintanathot egy másik hercegnővel ábrázolják, akit egyesek a lányának tartanak. A hercegnő az ifjúság hajfürtjét viseli, ami a gyermekek ábrázolásánál gyakori. Neve nem maradt fenn. A sírkamra dekorációja Bintanathot ábrázolja, amint Nunt és Szelketet imádja, valamint megjelenik Geb és Ré előtt, illetve az ismeretlen nevű hercegnővel együtt az Anubisz-sakál imádása közben. Megtalálták Bintanath szarkofágját is (ma a kairói Egyiptomi Múzeumban, JdE 47370), amely eredetileg egy férfié volt és újrahasznosították. Feliratait átalakították a királyné számára: „Szavak, melyeket az Ozirisz [=elhunyt], a király leánya, Bintanath mond: »Ereszkedj alá, ó, Nut anyám, terjeszd ki fölém szárnyaid, hadd kerüljek az elpusztíthatatlan csillagok közé, és ne haljak meg soha«”, valamint „Az Ozirisz, az örökös hercegnő, a nagy kegyben álló, a hárem elöljárója, a király leánya, Bintanath” és „az Ozirisz, a király felesége, a király leánya, Bintanath”.
A sírban megtalálták Bintanath egy fa usébtijét.

## Fordítás
- Ez a szócikk részben vagy egészben  a   QV71 című angol Wikipédia-szócikk ezen változatának fordításán alapul.  Az eredeti cikk szerkesztőit annak laptörténete sorolja fel. Ez a jelzés csupán a megfogalmazás eredetét és a szerzői jogokat jelzi, nem szolgál a cikkben szereplő információk forrásmegjelöléseként.